# Andorra als Jocs Olímpics d'estiu de 2020
Andorra va competir als Jocs Olímpics d'Estiu de 2020 a Tòquio, que es van celebrar del 23 de juliol al 8 d'agost del 2021 a causa de la pandèmia de COVID-19. Fou la dotzena vegada consecutiva que el principat participà als Jocs d'estiu, en aquesta ocasió amb una delegació de dos esportistes.
El Comitè Olímpic Andorrà (COA) decidí no concedir invitacions olímpiques a la Federació Andorrana de Natació, que n'havia demanat dues amb el suport de la federació internacional. Sí que en concedí una a la Federació d'Atletisme.

## Esportistes
| Esport     | Homes | Dones | Total |
| ---------- | ----- | ----- | ----- |
| Atletisme  | 1     | 0     | 1     |
| Piragüisme | 0     | 1     | 1     |
| Total      | 1     | 1     | 2     |

## Atletisme
La Federació Andorrana d'Atletisme rebé una plaça d'universalitat que el COA acceptà perquè Pol Moya tenia una beca del programa Solidaritat Olímpica del COI.
| Esportista      | Prova                | Eliminatòria | Eliminatòria | Semifinal        | Semifinal        | Final            | Final            |
| Esportista      | Prova                | Resultat     | Posició      | Resultat         | Posició          | Resultat         | Posició          |
| --------------- | -------------------- | ------------ | ------------ | ---------------- | ---------------- | ---------------- | ---------------- |
| Pol Moya Betriu | 800 metres masculins | 1:47.44      | 7            | No es classificà | No es classificà | No es classificà | No es classificà |

## Piragüisme

### Eslàlom
Andorra aconseguí una plaça per als Jocs al Campionat Mundial d'Eslàlom del 2019, a la Seu d'Urgell; en conseqüència, el país tornà a competir en aquesta disciplina després de dotze anys.
| Esportista              | Prova                        | Ronda preliminar | Ronda preliminar | Ronda preliminar | Ronda preliminar | Ronda preliminar | Ronda preliminar | Semifinal | Semifinal | Final            | Final            |
| Esportista              | Prova                        | Mànega 1         | Posició          | Mànega 2         | Posició          | Millor           | Posició          | Temps     | Posició   | Temps            | Posició          |
| ----------------------- | ---------------------------- | ---------------- | ---------------- | ---------------- | ---------------- | ---------------- | ---------------- | --------- | --------- | ---------------- | ---------------- |
| Mònica Dòria Vilarrubla | Canoa monoplaça (C-1) femení | 111,78           | 6                | 115,69           | 14               | 111,78           | 9                | 128,32    | 11        | No es classificà | No es classificà |
| Mònica Dòria Vilarrubla | Caiac monoplaça (K-1) femení | 110,57           | 11               | 110,54           | 13               | 110,54           | 14               | 118,15    | 16        | No es classificà | No es classificà |